# Elsayed Elfeky
Elsayed Elfeky est un karatéka égyptien connu pour avoir remporté une médaille de bronze en kumite individuel masculin moins de 75 kilos aux championnats du monde de karaté 2006 à Tampere, en Finlande.

## Palmarès
- Octobre 2006 :  Médaille de bronze en kumite individuel masculin moins de 75 kilos aux championnats du monde de karaté 2006 à Tampere, en Finlande[1].